# Александров, Александр Александрович (музыкант)
Александр Александрович Александров (1927—2004) — советский и российский пианист и музыкальный педагог.

## Биография
Окончил Одесскую консерваторию как пианист, затем учился на факультете симфонического дирижирования Киевской консерватории. По воспоминаниям дирижёра Вадима Гнедаша, был одним из первых в СССР исполнителей Рапсодии на тему Паганини Сергея Рахманинова.
В 1951—1978 гг. преподавал в Киевской консерватории, заведовал кафедрой специального фортепиано. Затем работал в Москве, был профессором и заведующим кафедрой специального фортепиано Музыкально-педагогического института имени Гнесиных в Москве. Кроме того, некоторое время преподавал в Горьковской консерватории, как приглашённый профессор вёл курс в Лейпцигской Высшей школе музыки. В 1987—2002 годах — заведующий кафедрой фортепиано Тамбовского государственного музыкально-педагогического института им. Рахманинова, возглавляя ежегодные Международные летние курсы высшего фортепианного мастерства памяти Рахманинова.
Александрову принадлежат фортепианные транскрипции нескольких романсов Рахманинова и концертное переложение симфонических «Ноктюрнов» Клода Дебюсси для двух фортепиано, в киевский период часто исполнявшееся Александровым в дуэте с Азой Рощиной.
Заслуженный деятель искусств России.
Похоронен в Москве на Востряковском кладбище.